# Делень (Ясси)
Делень, Делені (рум. Deleni) — село у повіті Ясси в Румунії. Входить до складу комуни Делень.
Село розташоване на відстані 340 км на північ від Бухареста, 62 км на північний захід від Ясс.

## Населення
За даними перепису населення 2002 року у селі проживали 4475 осіб, з них 4474 особи (> 99,9%) румунів. Рідною мовою 4473 особи (> 99,9%) назвали румунську.